# Kiss Lajos (tanfelügyelő)
Kiss Lajos (Debrecen, 1813 – Buda, 1867. október 7.) császári és királyi tanfelügyelő, iskolatanácsos.

## Élete
Debrecenben született, ahol apja, Kiss Sámuel rajztanár volt. Ugyanott az református kollégiumban végezte közép- és felsőiskolai pályáját, majd 1840-től 1847-ig dr. Vay Miklós majd Szentkirályi Mór gyermekei mellett volt nevelő, akikkel négy évet töltött a berlini egyetemen és Németország több egyetemét is meglátogatta. 
A nagykőrösi református főgimnázium újraszervezésekor 1851-ben meghívták a latin nyelv és történelem tanszékére, ahol 1859-ig működött, amikor Mikulás János után a budai kerületben császári és királyi protestáns tanfelügyelőnek nevezték ki. A bécsi kormány németül vagy latinul kívánt az iskolákkal levelezni; a nagykőrösiek a latint választották és jegyzőkönyveiket Kiss vezette és fölterjesztéseiket leginkább ő fogalmazta kifogástalan klasszicitással. 
1861-ben a protestánsok visszanyervén önkormányzatukat, Kiss nyugalmaztatott és az irodalommal foglalkozott.
Cikkei a Protestáns Egyházi és Iskolai Lapban (1842-48. könyvismertetések); a nagykőrösi helvét hitvallású evangélikus főgimnázium Tudósítványában (1855. A régi görög világ.).

## Munkái
- Földrajzi tanítása a tanuló ifjuság számára, szakkérdésekkel és feladatokkal szó és írásbeli megfejtésre. Első folyam. Tiszta vagy természeti földrajz. Pest, 1842 (Névtelenül. Ism. Prot. Egyh. és Isk. Lap 384. l.)
- Az ó világ történetei. Vezérfonalul a legelső történettani oktatásban. Uo. 1843 (2. kiadás. Uo. 1849. Olcsó Iskolai Könyvtár IX.)
- Vezérfonal a betűszámtani legelső oktatásban. Uo. 1846
- A középkor történetei. Vezérfonalul a legelső történettani oktatásban. Uo. 1846
- A világ történetei a legrégibb időktől fogva a legújabb korig. Vezérfonalul a történeti oktatásban Uo. 1848. (Olcsó Iskolai Könyvtár VIII. 2. kiadás. Uo. 1852)
- Növénytan kezdők számára. Uo. 1849. (Olcsó Iskolai Könyvtár XI.)
- Ókori földrajz és történettan alaprajza Algymnasiumok számára. Pütz Vilmos német szövege után magyarra tette néhány nagy-kőrösi tanár (Ballagi Károly, Kiss Lajos és Szilágyi Sándor.) Uo. 1853-55. Három kötet. (Ism. Budapesti Hirlap 1854., 518-522. sz.)
- Curtius görög nyelvtana. I. rész. Alaktan. Ford. Uo. 1857. (2. kiadás. Uo. 1863., 4. k. kiegészítette Haberern Jonathan 1871., 6. k. 1878., Bpest, 7. k. 1882. I. rész Mondattan Pest, 1862., 2. jav. k. Uo. 1870., a ford. halála után átdolg. Haberern Jonathan, 3. k. Bpest, 1874. 4. átnézett ja. és kiegészített kiadás Dávid István által 1882. Uo.)
- Schenkl görög elemi olvasókönyve Curtius nyelvtanához. Ford. Pest, 1858. (2. jav. és bőv. kiadás 1865., 3. jav. és bőv. kiadás 1867., 4. jav. és bőv. k. Uo. 1872., 5. jav. kiad. Bpest, 1877., 6. jav. k. 1883. Uo.)
- Numa Pompilius, Róma második királya. Tört. regény Florian után ford. Debreczen, 1864. (Ha nem csalódom, ez a fordítás is neki tulajdandó)
- Szemelvények Xenophon Anabasisából kezdők számára Schenkl után magyarázó jegyzetekkel és szótárral ellátva. Pest, 1867